# Klaus Bourquain
Klaus Bourquain (* 1938 in Magdeburg; † 21. Juni 2023) war ein deutscher Autor von Kinderbüchern und Erzählungen sowie zuvor Mitglied der französischen Fremdenlegion.

## Leben
Der 1938 in Magdeburg geborene Bourquain flüchtete Mitte der 50er Jahre aus der DDR nach Dortmund. Dort arbeitete er als Bierbrauer und Melker, bis er sich im Oktober 1959 der Fremdenlegion anschloss. Er wurde im Algerienkrieg eingesetzt. Als er am 4. Mai 1960 zur algerischen Befreiungsfront überlaufen wollte, erschoss er Erich Deisler, der ihn während einer gemeinsamen Wache daran hindern wollte.
Bourquain wurde 1961 von einem französischen Militärtribunal wegen Desertion und vorsätzlicher Tötung in Abwesenheit zum Tode verurteilt. Dieses Urteil wurde aber nie vollstreckt, da er sich nach kurzem Aufenthalt in Tunesien und der Bundesrepublik 1963 in die DDR absetzte. Die Vollstreckung des Todesurteils verjährte 1981. Die Staatsanwaltschaft Dortmund hatte 1964 die DDR-Justiz gebeten, das Verfahren zu übernehmen, was diese jedoch ablehnte. In der DDR wurde er 1967 am Literaturinstitut Leipzig immatrikuliert, ein Jahr später jedoch auf eigenen Wunsch wieder exmatrikuliert. Er begann nach verschiedenen Tätigkeiten, als freiberuflicher Schriftsteller Kinderbücher, Märchen und Erzählungen zu schreiben. Nach der Wende in der DDR arbeitete er als Altenpfleger in Güstrow. Später zog er nach Bayern, wo er ebenfalls als Altenpfleger arbeitete.
Ende 2001 wurde den Justizbehörden bekannt, dass Klaus Bourquain zu dieser Zeit in Riedenburg wohnte. Er wurde im Juli 2002 in Untersuchungshaft genommen. Am 11. Dezember 2002 erhob die Staatsanwaltschaft Regensburg gegen ihn wegen der Tötung Deislers beim Landgericht Regensburg Anklage wegen Mordes gemäß § 211 des deutschen Strafgesetzbuchs. Das Landgericht legte den Fall dem Europäischen Gerichtshof vor. Nach dem Schengener Durchführungsübereinkommen ist eine Doppelbestrafung innerhalb der Europäischen Union nicht zulässig. Deshalb erklärte der Generalanwalt des Europäischen Gerichtshofs Dámaso Ruiz-Jarabo Colomer, dass eine zweite Verurteilung in Regensburg nicht zulässig sei. Der Gerichtshof folgte dieser Auffassung.

## Werke
- Der alte Achmed und der Regen, Berlin und Weimar 1973
- Mein kleines wildes Tier, Berlin 1979
- mit Ingeborg Meyer-Rey: Vom Veilchen, das nicht duftete, Berlin 1980
- Ich bin ein frecher Spatz, Berlin 1985
- Drei Hagebutten von der Hundsrose, Berlin 1987
- Im Mummelgrund, Berlin 1988
- Das Göttliche, Rostock 1997

## Belege
1. ↑  Martin Specht: "Heute trifft es vielleicht dich": Deutsche in der Fremdenlegion. Links, Ch, 2014, ISBN 978-3-86284-277-3 (google.de [abgerufen am 6. Mai 2021]).
2. ↑  Georg Bönisch, Conny Neumann: „Bist du verrückt?“ In: Der Spiegel. Nr. 32, 2002, S. 64–66 (online – 5. August 2002).
3. ↑  mjacob: Kurzporträt: Klaus Bourquain – Forschungsplattform Literarisches Feld DDR. 16. Mai 2022, abgerufen am 24. April 2025.
4. ↑  EuGH, Urteil vom 11. Dezember 2008 - C‑297/07 -.

| Personendaten    | Personendaten                         |
| ---------------- | ------------------------------------- |
| NAME             | Bourquain, Klaus                      |
| KURZBESCHREIBUNG | deutscher Autor sowie Fremdenlegionär |
| GEBURTSDATUM     | 1938                                  |
| GEBURTSORT       | Magdeburg                             |
| STERBEDATUM      | 21. Juni 2023                         |